# Miloš Krško
Miloš Krsko (Bojnice, 23 de outubro de 1979) é um futebolista eslovaco que atua como defensor.

## Carreira
Miloš Krsko representou a Seleção Eslovaca de Futebol, nas Olimpíadas de 2000. 

## Estatisticas
| Época   | Equipe               |
| ------- | -------------------- |
| 2008/09 | Dínamo Tbilisi       |
| 2007/08 | Dínamo Tbilisi       |
| 2006/07 | Dínamo Tbilisi       |
| 2005/06 | MŠK Žilina           |
| 2004/05 | MŠK Žilina           |
| 2003/04 | ŠK Slovan Bratislava |
| 2003/04 | 1. FC Brno           |
| 2002/03 | 1. FC Brno           |
| 2001/02 | FK AS Trenčín        |
| 2000/01 | FK AS Trenčín        |